# Röslau
Röslau je německá obec v bavorském zemském okrese Wunsiedel im Fichtelgebirge.

## Historie
Vesnice Rößlein je poprvé zmiňována v roce 1398 v lenní knize norimberského purkrabího Jana III. Roku 1419 se stal majitelem Jindřich z Lüchau. V roce 1467 přešlo léno na pány z Reitzensteinu, a roku 1488 poté na Viléma ze Schirndingu. V roce 1651 byla k lénu přiřčena také vesnice Oberröslau. V roce 1754 je však Röslau znovu rozděleno na Oberröslau a Unterröslau.
V roce 1826 vznikla vesnice Ludwigsfeld, který byla v roce 1925 připojena k Oberröslau. Díky stavbě silnice v letech 1875–1877 se v oblasti začal rozvíjet průmysl. V roce 1956 byla k Oberröslau připojena více než 600 let stará vesnice Dürnberg. 1. ledna 1966 se dobrovolně spojily Oberröslau a Unterröslau a vytvořily tak jednotnou obec.

## Místní části
- Bibersbach
- Bödlas
- Brücklas
- Dürnberg
- Grün
- Oberwoltersgrün
- Rauschensteig
- Röslau
- Rosenhof
- Thusmühle
- Unterwoltersgrün

## Osobnosti obce
- Johann Christian Wirth (1756–1838), farář v Oberröslau v letech 1818-1836
- Erich Beyreuther (1904-2003), luteránský teolog
- Marianne Glaßer (* 1968), spisovatelka